# Szigetbecse
Szigetbecse is een plaats (község) en gemeente in het Hongaarse comitaat Pest. Szigetbecse telt 1314 inwoners (2001).